# BNB IIc
Die Dampflokomotivreihe BNB IIc war eine Personenzug-Lokomotivreihe der Böhmischen Nordbahn-Gesellschaft (BNB).
Die BNB war die erste österreichische Hauptbahn, die Schmidtsche Heißdampflokomotiven bestellte.
Sie wurden ab 1905 bis 1907 von der Böhmisch-Mährischen Maschinenfabrik geliefert.
Die BNB gab den sechs Lokomotiven die Reihenbezeichnung IIc und die Nummern 181–186.
Nach der Verstaatlichung der BNB 1908 ordneten die k.k. österreichischen Staatsbahnen (kkStB) sie als Reihe 128 ein.
Nach dem Ersten Weltkrieg kam die Reihe vollständig zu den Tschechischen Staatsbahnen (ČSD), die sie als Reihe 342.0 bezeichneten und bis 1954 im Einsatz hatten.